# Parahybos pallipes
Parahybos pallipes är en tvåvingeart som först beskrevs av Mario Bezzi 1904.  Parahybos pallipes ingår i släktet Parahybos och familjen puckeldansflugor. Inga underarter finns listade i Catalogue of Life.